# 尼爾·史禾碧克
尼爾·史禾碧克（英語：Neil Swarbrick，1965年12月20日—），英格蘭足球球證，出身於普雷斯頓，現時為英超執法球證。
史禾碧克的執法水平曾數度惹起爭議，在2015年曼城對西布朗的聯賽中，上半場2分鐘便紅牌將西布朗23號球員麥奧利紅牌趕出場，但事實上犯規的卻是25號的戴臣，他因此被批評。

## 外部連結
英超球證